# Димитрий (Любимов)
Епи́скоп Дими́трий (в миру Дми́трий Гаври́лович Люби́мов; 15 (27) сентября 1857, Ораниенбаум, Санкт-Петербургская губерния — 17 мая 1935, Ярославль) — епископ Православной российской церкви, епископ Гдовский. Один из руководителей и идеологов «иосифлянского движения»; после ареста митрополита Иосифа фактически возглавил иосифлянское движение в Ленинграде, усвоив себе сан архиепископа.

## Биография
Окончил Санкт-Петербургскую духовную семинарию (1878), Санкт-Петербургскую духовную академию (1882) со степенью кандидата богословия (тема кандидатской работы: «Никита Пустосвят и его значение в расколе»).

### Преподаватель и священник
С 1882 года — псаломщик в русской Никольской церкви в Штутгарте, где священником служил его старший брат Сергей.
С 1884 года — учитель латинского языка в Ростовском духовном училище Ярославской епархии.
С 6 мая 1886 года — священник дворцовой Пантелеимоновской церкви Ораниенбаума, настоятелем которой был его отец.
С открытием в 1895 году прихода при Михаило-Архангельской церкви Ораниенбаума, ранее бывшей приписной к дворцовой Пантелеимоновской церкви — её настоятель.
Был законоучителем городского училища в Ораниенбауме.
С 12 сентября 1898 года — в клире церкви Покрова Божией Матери, расположенной на Садовой улице в Санкт-Петербурге. При храме велась широкая благотворительная работа, содержались сиротский приют, дома престарелых, школы.
В 1903 году возведён в сан протоиерея. Награждён орденами святой Анны III (1899) и II (1906) степени, святого Владимира IV (1910) и III (1915) степени
6 сентября 1922 года арестован и выслан на три года. Ссылку отбывал в городе Уральске, а последние два года — в городе Теджене (Туркестан).
Освобождён из ссылки 1 марта 1925, вернулся в Ленинград.
Был пострижен в монашество в Свято-Даниловым монастыре в Москве, возведён в сан архимандрита.

### Архиерей
С 12 января 1926 года — епископ Гдовский, викарий Ленинградской епархии.
Выступил против «Декларации» Заместителя Патриаршего местоблюстителя митрополита Сергия (Страгородского), предполагавшую полную лояльность советской власти. Возглавлял делегацию представителей ленинградских клириков и прихожан, которая 12—14 декабря 1927 года вела переговоры с митрополитом Сергием, чтобы убедить его пересмотреть Декларацию. Во время встречи заявил, что «Я лично человек совершенно аполитичный и если бы понадобилось мне самому себе донести в ГПУ, я не мог бы ничего придумать, в чём я виновен перед советской властью. Я только скорблю и печалюсь, видя гонение на религию и Церковь. Нам пастырям запрещено говорить об этом и мы молчим. Но на вопрос, имеется ли в СССР гонение на религию и Церковь, я не мог бы ответить иначе, чем утвердительно». Встреча завершилась безрезультатно.

### Лидер «иосифлянского» движения
Был ближайшим сподвижником митрополита Ленинградского Иосифа (Петровых). После того, как митрополит Сергий под нажимом властей, сместил митрополита Иосифа с Ленинградской кафедры, епископы Димитрий (Любимов) и Сергий (Дружинин) 26 декабря 1927 года подписали акт официального отделения от митрополита Сергия.
В феврале 1928 года митрополитом Иосифом возведён в сан архиепископа с поручением ему временное управление Ленинградской иосифлянской епархией.
После ареста митрополита Иосифа в 1928 году архиепископ Димитрий фактически возглавил «иосифлянское» движение, служил в храме Воскресения-на-Крови, ставшем кафедральным собором «иосифлянской» епархии. Во время одной из проповедей предупредил верующих о том, что нужно быть готовыми уйти в подполье, рассеяться, укрыться от всякого контроля большевиков, а если существовать открыто — то как организации, которая должна сопротивляться всем антицерковным мероприятиям советской власти.
Принадлежал к радикальному крылу иосифлян: в своих проповедях епископ заявлял, что Церковь, возглавляемая митрополитом Сергием, есть «царство антихриста»; что храмы, в которых возносится имя митрополита Сергия и поминается власть, истинно-православные не должны посещать, ибо храмы эти превратились в «вертепы сатаны», что все духовенство, подчиняющееся митрополиту Сергию и его синоду, уклонилось от православия и сделалось «служителями диавола»; что причастие «сергиан» есть «пища демонов», не освящающее, а оскверняющее верующих.
Митрополит Сергий, в свою очередь, запретил владыку Димитрия и других «иосифлянских» епископов в служении, а 6 августа 1929 года признал таинства, совершаемые этими иерархами, недействительными. «Иосифляне» не подчинились этим решениям.

### Арест и смерть в тюрьме
29 ноября 1929 года архиепископ Димитрий был арестован по обвинению в «контр-революционной агитации, направленной к подрыву и свержению советской власти». Вместе с ним были арестованы многие «иосифляне». Содержался в тюрьме в Ленинграде, мужественно вёл себя на допросах.
3 августа 1930 года приговорён по статьям 58-10 и 58-11 Уголовного кодекса РСФСР к 10 годам тюремного заключения. Отправлен в Ярославский политизолятор. Осенью 1930 года был привлечён к следствию по делу «Всесоюзного центра ИПЦ». 3 сентября 1931 года приговорен по тем же статьям Уголовного кодекса РСФСР к расстрелу с заменой на 10 лет тюремного заключения. Находился в заключении в одиночной камере Ярославского политизолятора, где и скончался.

## Память
Имя епископа Димитрия было внесено в черновой список поимённый новомучеников и исповедников российских при подготовке канонизации, совершённой РПЦЗ в 1981 году. Однако список новомучеников был издан только в конце 1990-х годов.
12 декабря 2021 года в рамках акции «Последний адрес» в Санкт-Петербурге на доме 29 по улице Канонерской, где он жил до своего ареста была установлена памятная табличка.

## Семья
- Отец — протоиерей Гавриил Маркович Любимов.
- Брат — Сергей, священник, служил в русской Никольской церкви в Штутгарте.
- Жена — Агриппина Ивановна, урождённая Чистякова, дочь потомственного почетного гражданина. Умерла до революции.
- Дети — Сергей (1885-?), Вера, Анна, Гавриил, Надежда. Дочь Вера в первой половине 1930-х годов жила в СССР, переписывалась с отцом, находившемся в Ярославском политизоляторе, направляла ему посылки. Одна из дочерей была замужем за немецким офицером, жила в Германии.